# TIMED

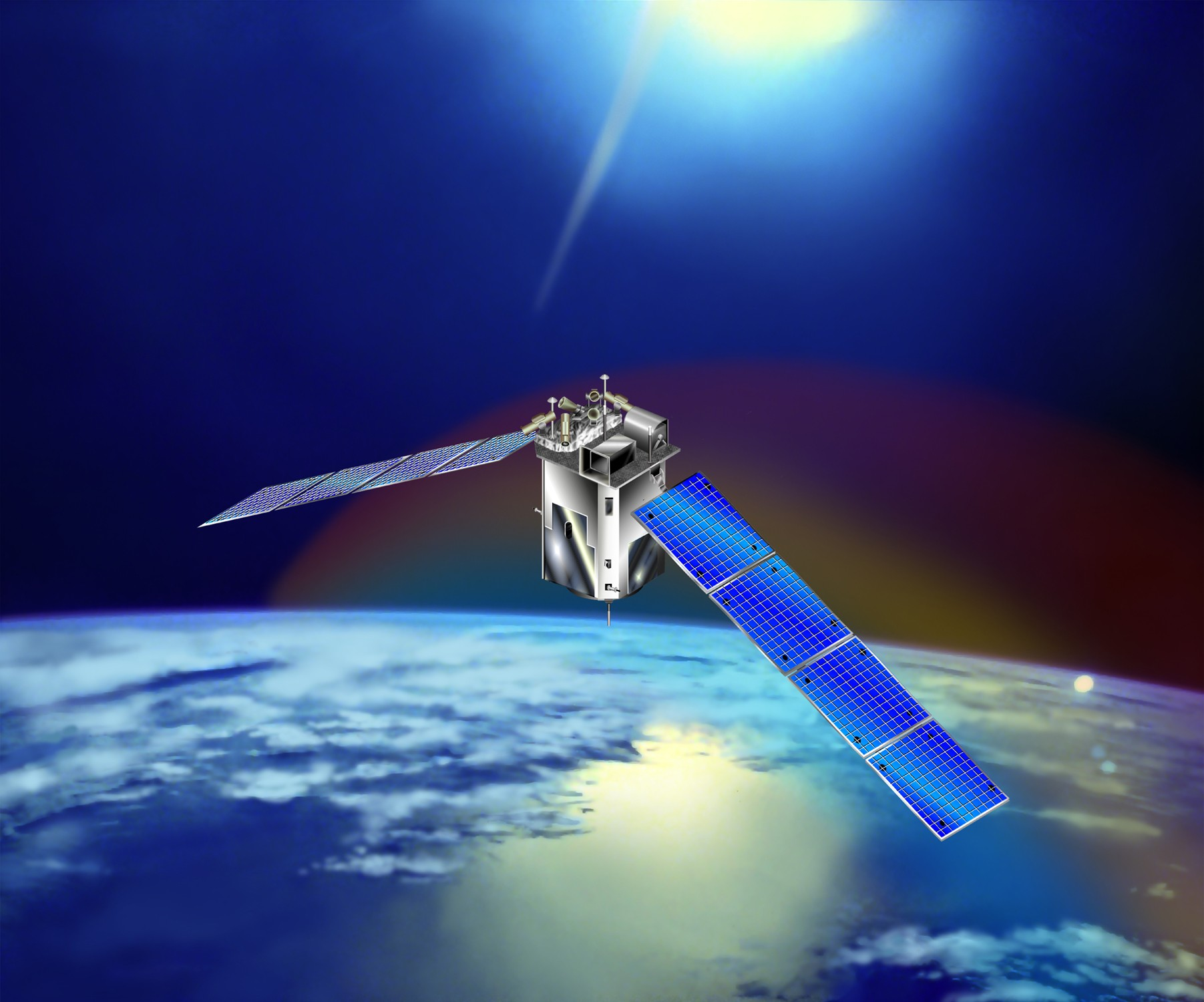
Solwind

TIMED (acrônimo de Thermosphere Ionosphere Mesosphere energética and Dynamics) é um satélite artificial da NASA lançado ao espaço no dia 7 de dezembro de 2001 por meio de um foguete Delta II 7920 a partir da Base da Força Aérea de Vandenberg.

## Características
A missão do TIMED é estudar os processos físicos e químicos que ocorrem através da mesosfera, termosfera e ionosfera a alturas entre 60 e 180 km.

## Instrumentos
O TIMED leva a bordo quatro instrumentos:
- Solar EUV Experiment (SEE)
- TIMED Doppler Interferometer (TIDI)
- Global Ultraviolet Imager (GUVI)
- Sounding of the Atmosphere using Broadband Emission Radiometry (SABER)